# Stephen Farrell (phóng viên)
Stephen Farrell là một nhà báo có song tịch Ái Nhĩ Lan và Anh và làm phóng viên về Trung Đông cho The Times. Thánh 7/2007, ông tham gia Thời báo New York với tư cách là thông tín viên tại Bagdad. Ông đã kết hôn và viết một cuốn sách về Hamas. Ông đã trải qua hai lần bị bắt cóc trong đời và đã được phóng thích.

## Bị bắt tại Iraq năm 2004
Tháng 4/2004, khi đang làm việc cho Thời báo Time, ông bị bắt cóc trong Trận Fallujah lần thứ nhất. Ông được phóng thích không tổn hại sau tám giờ bị giam cầm.

## Bị bắt tại Afghanistan năm 2009
Farrell đã bị bắt làm con tin ngày 4/9/2009 cùng với thông dịch viên của mình trong tỉnh Kunduz ở về phía Bắc Afghanistan khi họ đến nơi lính Đức gọi phi cơ oanh tạc hai xe bồn chở nhiên liệu bị Taliban cướp. Vụ oanh tạc này, do phi cơ Hoa Kỳ thực hiện đã gây ra thương vong cho thường dân. Trong khi Farrell và Munadi đang phỏng vấn người dân Afghanistan ở gần nơi thả bom, một cụ già đến báo động với họ là phải rời khỏi nơi này vì Taliban đang kéo đến. Ngay sau đó có tiếng súng nổ và mọi người la hét, nói rằng Taliban đã đến nơi. Cảnh sát cảnh cáo các phóng viên đến thủ phủ của tỉnh Kunduz để làm phóng sự vụ hai xe bồn bị oanh tạc, ngôi làng này do Taliban kiểm soát và rất nguy hiểm. Làng báo chí quốc tế biết việc Farrell và thông dịch viên Munadi bị bắt cóc nhưng được yêu cầu giữ yên lặng vì sợ gây nguy hiểm cho hai người này.
Lính biệt kích Anh giải cứu Farrell vào lúc sáng sớm ngày thứ Tư, 9/9/2009, khi bất ngờ mở cuộc hành quân vào một địa điểm bí mật của Taliban trong vùng Bắc Afghanistan. Lính biệt kích Anh được thả bằng trực thăng hồi xuống căn nhà nơi hai người bị bắt giam và cuộc chạm súng xảy ra sau đó. Một binh sĩ Anh thiệt mạng trong cuộc tấn công giải cứu, theo Thủ tướng Anh Gordon Brown, trong khi tờ NY Times nói thông dịch viên người Afghanistan của Farrell là Sultan Munadi, 34 tuổi, cũng bị giết. Súng ở mọi phía trong cuộc hành quân giải cứu và một cấp chỉ huy Taliban ở trong căn nhà với Farrell bị bắn hạ, cùng với chủ nhà và một phụ nữ. Farrell thấy Mundadi bước tới la lớn. "Nhà Báo! Nhà Báo!" nhưng rồi ngã gục vì một loạt đạn. Farrell nhảy xuống hố ẩn núp đến khi nghe giọng người Anh đã la lên "con tin Anh!" và được giải cứu. Munadi bị giết trong cuộc chạm súng. Một giới chức quốc phòng Anh nói chưa thể loại bỏ việc ông ta có thể đã bị phía Anh bắn lầm.